# Lipocosma savoralis
Lipocosma savoralis là một loài bướm đêm trong họ Crambidae.